# Carl-Gustaf Rossby
Carl-Gustaf Arvid Rossby (Estocolmo, 28 de diciembre de 1898 - Ib., 19 de agosto de 1957) fue un meteorólogo estadounidense de origen sueco que explicó por primera vez los movimientos atmosféricos de gran escala en términos de la física de fluidos. Su nombre se asocia con el número de Rossby, con el estudio de la circulación general atmosférica, la explicación de los mecanismos operando en las células de Hadley y, en general, con el estudio del papel desempeñado por las fuerzas de Coriolis en los movimientos atmosféricos.
Rossby desarrolló un intenso interés en la meteorología y la oceanografía tras estudiar con Vilhelm Bjerknes en la Universidad de Estocolmo y la Universidad de Leipzig. En 1922 regresó a Estocolmo para ingresar en el Servicio Meteorológico e Hidrológico Sueco, trabajando en diferentes expediciones oceanográficas. Durante los meses en que no participaba en expediciones marinas continuó estudiando física matemática en la Universidad de Estocolmo.
En 1926 se trasladó a los Estados Unidos trabajando para la Oficina de Control Meteorológico (U.S. Weather Bureau) en Washington D. C. Allí trabajó en el desarrollo teórico de la física de la turbulencia atmosférica y fundó el primer servicio meteorológico para la aviación civil. En 1928 fundó el Departamento Meteorológico del Instituto Tecnológico de Massachusetts (MIT). En esta época trabajó en la termodinámica atmosférica, el transporte turbulento y las interacciones entre la atmósfera y los océanos.
En 1938 adquirió la nacionalidad estadounidense y un año más tarde fue nombrado director adjunto de investigación del Departamento Estadounidense Meteorológico (U.S. Weather Bureau). En 1940 fue nombrado jefe del departamento de meteorología de la Universidad de Chicago comenzando sus estudios sobre los movimientos atmosféricos de gran escala. Identificó las corrientes de chorro a latitudes medias y formuló matemáticamente el funcionamiento de las ondas de Rossby.
Durante la Segunda Guerra Mundial organizó el entrenamiento de numerosos meteorólogos para trabajar en el servicio meteorológico del ejército recuperando a muchos de ellos con posterioridad a la guerra en la Universidad de Chicago para comenzar a adaptar la formulación dinámica de las predicciones meteorológicas en modelos numéricos capaces de ser calculados por los primeros ordenadores electrónicos. En 1947 le ofrecieron el cargo de Director Fundador del Instituto de Meteorología de Estocolomo dividiendo su tiempo entre su ciudad natal y Chicago.
Entre 1954 y su muerte en 1958 en Estocolmo inició y desarrolló el campo de investigación de la química atmosférica.